# دهستان بازکیاگوراب
دهستان بازکیاگوراب نام دهستانی در بخش مرکزی شهرستان لاهیجان، استان گیلان در ایران است. بر اساس سرشماری مرکز آمار ایران در سال ۱۳۸۵، جمعیت آن ۱۵۰۲۹ نفر (۴۴۳۰ خانوار) بوده‌است.